# 薬王寺 (台東区)
薬王寺（やくおうじ）は、東京都台東区にある天台宗の寺院。

## 歴史
創建年代は不明である。江戸時代初期に源永が中興した。一説では、寛永年間（1624年 - 1645年）に天海によって開山されたともいう。
戦前までは、縁日が毎月3回開かれ、屋台が多く立ち並び、大いに賑わっていたという。ところが、1923年（大正12年）の関東大震災や1945年（昭和20年）の空襲で、堂宇や寺宝等をことごとく焼失した。戦後再建されたものの、往時ほどの賑わいを失っている。
当寺の本尊は薬師如来で、秘仏となっている。また「背面地蔵尊」とよばれる地蔵菩薩像があることで知られている。これは、奥州街道の道路改良工事で道の位置が変わったので、それに合わせて向きを変えたところ、いつのまにか元の向きに戻っていたという故事に基づく。

## 文化財
- 板碑1基（台東区有形文化財 平成2年度登載）[3]

## 交通アクセス
- 三ノ輪駅2番出口より徒歩2分（経路案内）。